# Ayats Bravo
L'Ayats Bravo è un pullman bipiano a pianale ribassato prodotto dalla Ayats. Viene realizzato in quattro versioni chiamate Bravo 1, Bravo 2, Bravo 3 e Bravo City. 
Tutte le versioni presentano caratteristiche di stile simili. Sono prodotti in Spagna su specifiche del cliente sia come prodotto completo (carrozzeria  e telaio integrati) che come allestimenti da montare su telai diversi.

## Bravo 1
Veicolo a tre assi due piani con piano superiore a tutta lunghezza. Il piano inferiore si estende fino all'asse posteriore. La lunghezza del mezzo varia in base al telaio che viene ordinato.
Il mezzo può essere ordinato con le seguenti lunghezze: 12 m, 13 m, 13,1 m, 13,75 m e 15 m. L'ultima misura non è disponibile in Gran Bretagna. La capacità di posti a sedere varia a seconda delle specifiche e di solito su un mezzo di 13,75 m è di 89 posti.

## Bravo 2
Veicolo ad un solo piano dotato di un grande bagagliaio posto sotto al pavimento. Il Bravo 2 è disponibile in versione due o tre assi la sua lunghezza dipende dal telaio ordinato e varia tra le seguenti misure: 12m, 13.0m, 13.1m, 13.75m. La capacità di passeggeri varia in base alle richieste ma per un veicolo di 13,75 m è normalmente di 65 posti.

## Bravo 3
Il Bravo 3, nome non ufficiale, è uguale al Bravo 1 dal quale differisce solo per la sistemazione del piano inferiore. Il Bravo 3 ha un grande vano bagagli posto nella parte posteriore e quindi un piano inferiore più corto di quello del Bravo 1. La capacità quindi scende a 75 passeggeri per un veicolo di lunghezza pari a 13,75 m.

## Bravo City
Questo veicolo a due piani si rifaceva pesantemente al progetto dei pullman. Il Bravo City è un mezzo a due piani con piano superiore aperto ed è stato prodotto per la prima volta per essere impiegato, nei giri turistici delle città, in Spagna. Poi è stato importato anche in Gran Bretagna. 
Sono disponibili due versioni. La prima ha il piano superiore completamente aperto mentre la seconda ha la parte anteriore del piano superiore parzialmente coperta. Entrambe le versioni sono caratterizzate da un parabrezza di grandi dimensioni e dalla forma arrotondata. 
Il Bravo City è stato il primo autobus a piano superiore aperto che permetteva l'accesso completo alle persone diversamente abili. Era stata montata una rampa che permetteva l'ingresso nel veicolo grazie ad una porta di entrata ampia e bassa rispetto al suolo.